# Libanomancia

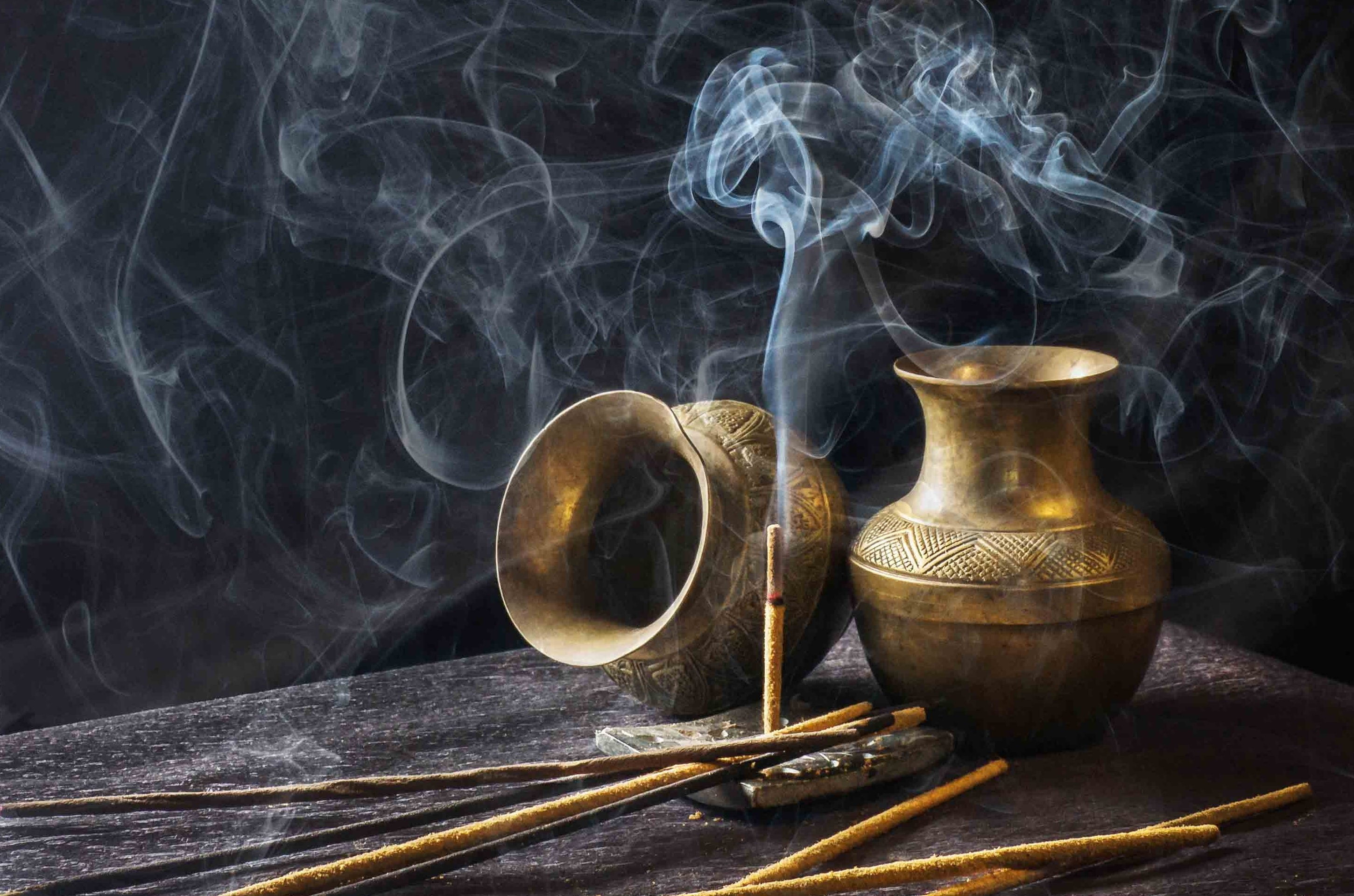
Barras de incienso.

La libanomancia era la adivinación que se practicaba por medio del incienso, observando el modo con que ardía al echarlo al fuego. 
Dion Casio nos ha conservado las ceremonias que se practicaban y el modo de deducir los presagios. Si al echar el incienso sobre el fuego se inflamaba, era un presagio seguro de que te cumplían los votos que se habían hecho; al paso que era una señal contraria cuando el incienso no caía en medio del fuego o no se inflamaba luego. Esta adivinación se practicaba particularmente en Ninfea cerca de Apolonia.